# Expedición en auxilio de Emin Pasha

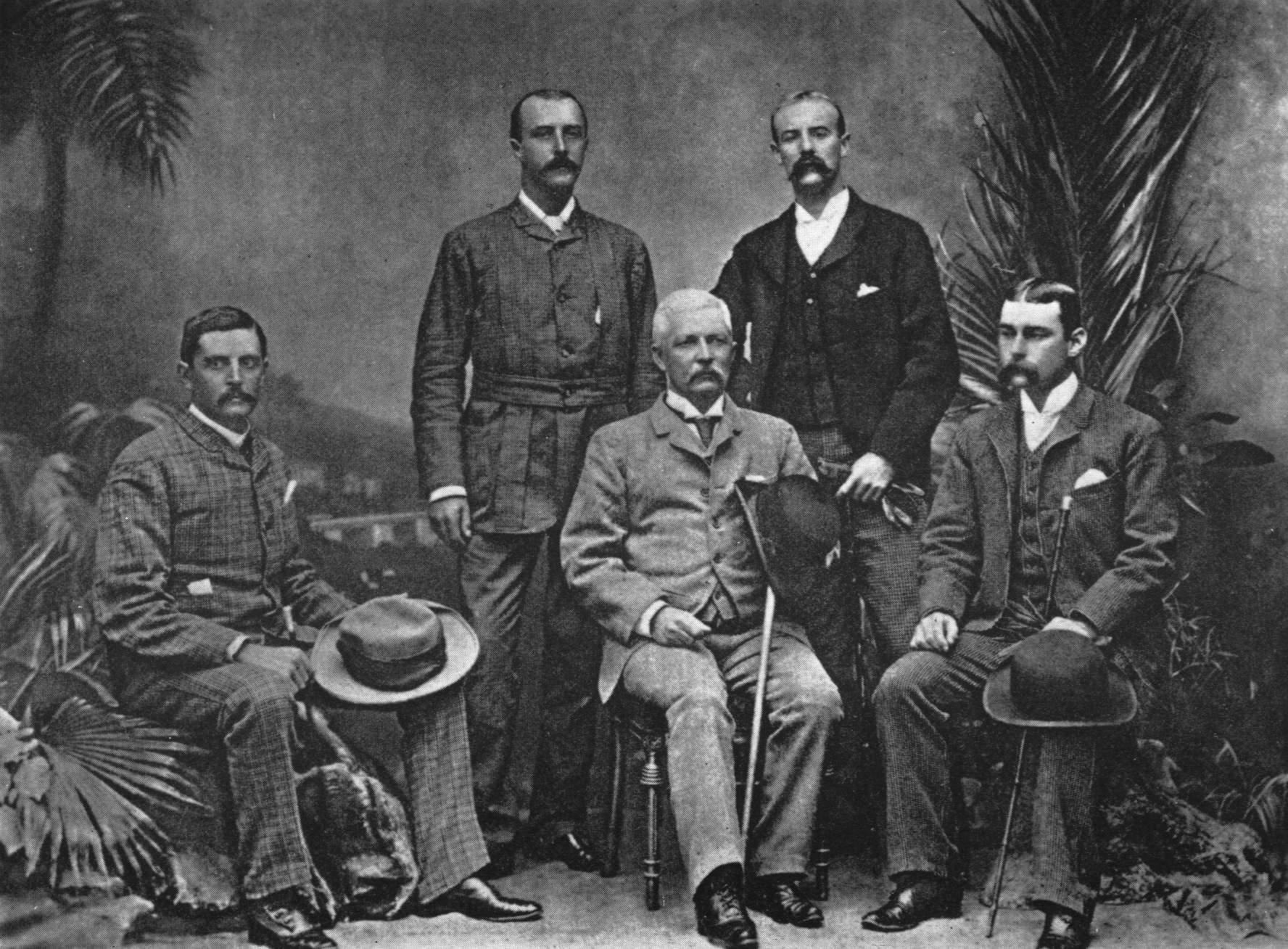
Henry M. Stanley con los oficiales de la Advance Column, Cairo, 1890. De izquierda a derecha: Dr. Thomas Heazle Parke, Robert H. Nelson, Henry M. Stanley, William G. Stairs y Arthur J. M. Jephson

La Expedición en auxilio (o socorro) de Emin Pasha de 1886-1889 (del inglés: Emin Pasha Relief Expedition) fue una de las últimas grandes expediciones europeas del siglo XIX en el interior del África, aparentemente en auxilio de Emin Pasha, el sitiado gobernador de Equatoria que había sido nombrado en 1878 en la administración colonial en sustitución del entonces coronel Charles Gordon, y que estaba amenazado por las fuerzas mahdistas que ya habían decapitado al mismo Gordon en 1885. Dirigida por el ya famoso Henry Morton Stanley, consiguió su objetivo y la expedición fue primero celebrada —por su ambición en el cruce del África profunda—, luego criticada por la muerte de muchos de sus miembros y más adelante acusada de haber provocado a su paso en la región, según algunos y sin saberlo, una devastadora epidemia entre 1898 y 1900 de la enfermedad del sueño.

## La ansiedad sobre el destino de Equatoria

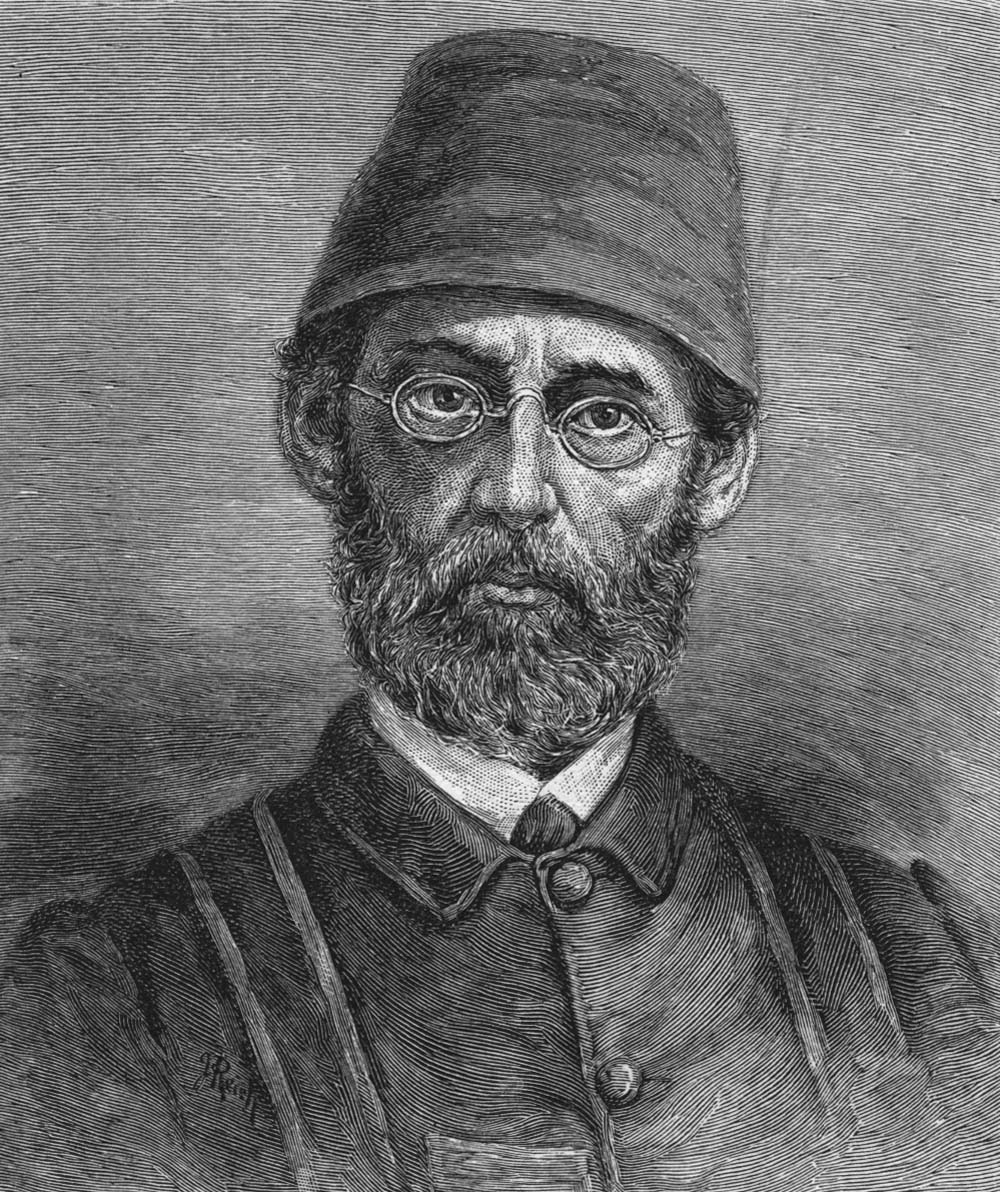
Eduard Schnitzer, Emin Pacha.

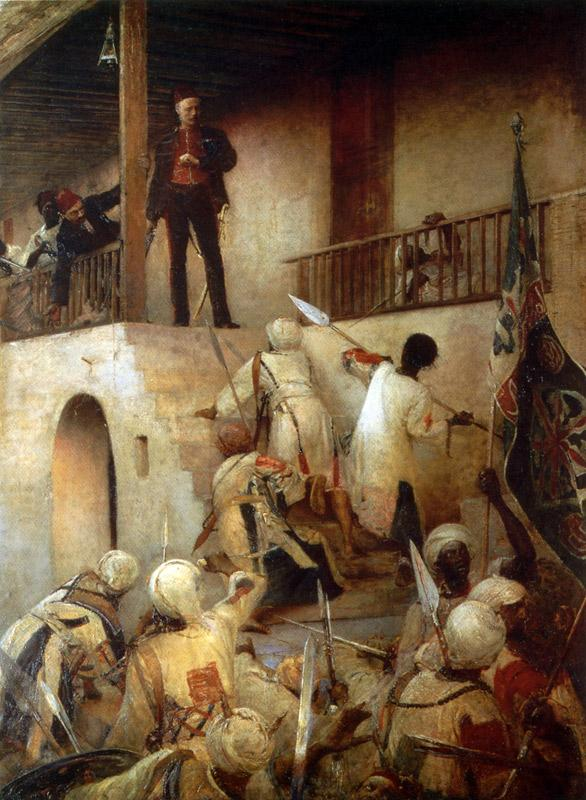
La obra General Gordon's Last Stand (1893), el episodio que hizo que la opinión pública británica quisiera ayudar a Emin Pasha.

Cuando los mahdistas capturaron la ciudad de Jartum en 1885, la administración egipcia del Sudán se derrumbó, y la provincia más meridional de Equatoria, localizada en el curso alto del Nilo, cerca del lago Alberto quedó casi aislada del mundo exterior. Eduard Schnitzer, llamado Emin Pasha, un médico y naturalista alemán, era en ese momento el gobernador de Ecuatoria. Logró enviar y recibir cartas a través de Buganda y Zanzíbar y había sido informado en febrero de 1886 de que el gobierno egipcio tenía previsto abandonar Equatoria y el primer ministro Nubar Pasha le ordenó evacuar la provincia, junto a los 10.000 soldados egipcios que estaban repartidos en diferentes fuertes, vía Zanzíbar, una orden difícil de cumplir ya que implicaba atravesar 2000 km de territorio hostil. En julio, animado por el misionero Alexander Mackay, lanzó un llamamiento al gobierno británico para que se anexionase de Equatoria. Aunque el gobierno no estaba interesado en tan dudosa empresa, la opinión pública británica, alertada por Wilhelm Junker, llegó a ver Emin como un segundo caso Gordon, también en peligro de muerte a causa de los mahdistas. El sentimiento de culpa británico por la muerte del ya entonces general Gordon, que había organizado la defensa de Jartum el año anterior y había sido decapitado tras la toma por los mahdistas, hizo que su llamada tuviera eco.
En noviembre, el empresario y filántropo escocés William Mackinnon, que había participado en varias empresas coloniales, se dirigió a Stanley para saber si podría liderar de una expedición de socorro. Stanley, que contaba entonces 44 años y era uno de los pocos europeos con experiencia en el África central, se declaró dispuesto a ir «en cualquier momento». Mackinnon se encontró luego con J. F. Hutton, otro conocido hombre de negocios que también participaba en actividades coloniales y juntos organizaron el «Comité de Auxilio de Emin Pasha» (Emin Pasha Relief Committee), en su mayoría compuesto por amigos de Mackinnon, cuya primera reunión tuvo lugar el 19 de diciembre de 1886. El Comité recaudó un total de alrededor de £32.000.
Stanley aún estaba oficialmente al servicio de Leopoldo II de Bélgica, que le había empleado durante años para ayudarle a establecer el Estado Libre del Congo. Como solución de compromiso para dejarle ir, en una reunión en Bruselas, acordó con el rey que la expedición tomaría una ruta más larga a través del río Congo, en contra de los planes iniciales de acercarse por una ruta más corta hacia el interior partiendo desde la costa de África oriental. A cambio, Leopoldo proporcionaría sus barcos de vapor del Estado Libre para realizar el transporte de la expedición remontando el río Congo, desde la Stanley Pool (ahora Pool Malebo) hasta la desembocadura del río Aruwimi.
El 1 de enero de 1887 Stanley estaba de regreso en Londres preparando la expedición, con un éxito generalizado entre la opinión pública. El propio Stanley tenía la intención de que la expedición fuese de asistencia humanitaria y no de conquista militar. Declaró:

La expedición es no militar —es decir, su propósito no es combatir, destruir o desolar; su objetivo es salvar, aliviar la angustia, llevar consuelo. Emin Pasha puede ser un buen hombre, un valiente oficial, un galante compañero merecedor de un gran esfuerzo de auxilio, pero me niego a creer, y no he sido capaz de encontrar a nadie en Inglaterra con una impresión, de que su vida o la vida de los pocos cientos a sus órdenes, haría desequilibrar la vida de miles de indígenas, y la devastación de inmensas extensiones del país que una expedición estrictamente militar causaría naturalmente. La expedición es un mera caravana poderosa, armada con rifles con el propósito de asegurar la conducción segura de municiones hasta Emin Pasha, y para la protección cierta de su gente durante el regreso a casa. Pero también tiene medios para comprar la amistad de las tribus y jefes, de comprar alimentos y de pagar por su camino libremente.
The expedition is non-military--that is to say, its purpose is not to fight, destroy, or waste; its purpose is to save, to relieve distress, to carry comfort. Emin Pasha may be a good man, a brave officer, a gallant fellow deserving of a strong effort of relief, but I decline to believe, and I have not been able to gather from any one in England an impression, that his life, or the lives of the few hundreds under him, would overbalance the lives of thousands of natives, and the devastation of immense tracts of country which an expedition strictly military would naturally cause. The expedition is a mere powerful caravan, armed with rifles for the purpose of insuring the safe conduct of the ammunition to Emin Pasha, and for the more certain protection of his people during the retreat home. But it also has means of purchasing the friendship of tribes and chiefs, of buying food and paying its way liberally.
Stanley's Adventures in the Wilds of Africa (1890)

## Preparativos

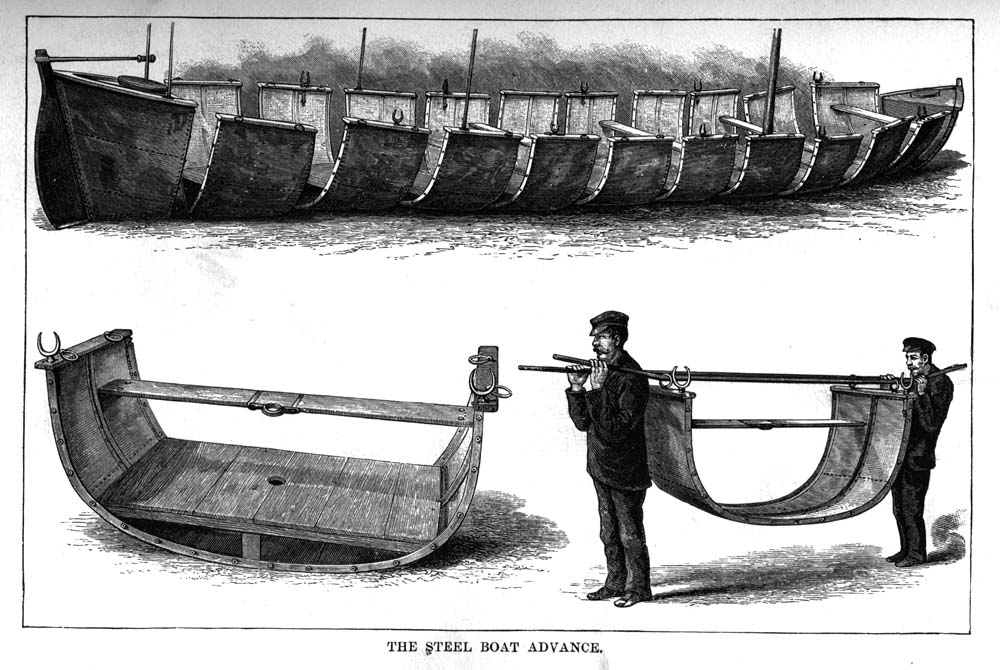
Grabado que muestra la embarcación desmontable Advance, con una sección desmontada y la forma en que podía transportarse.

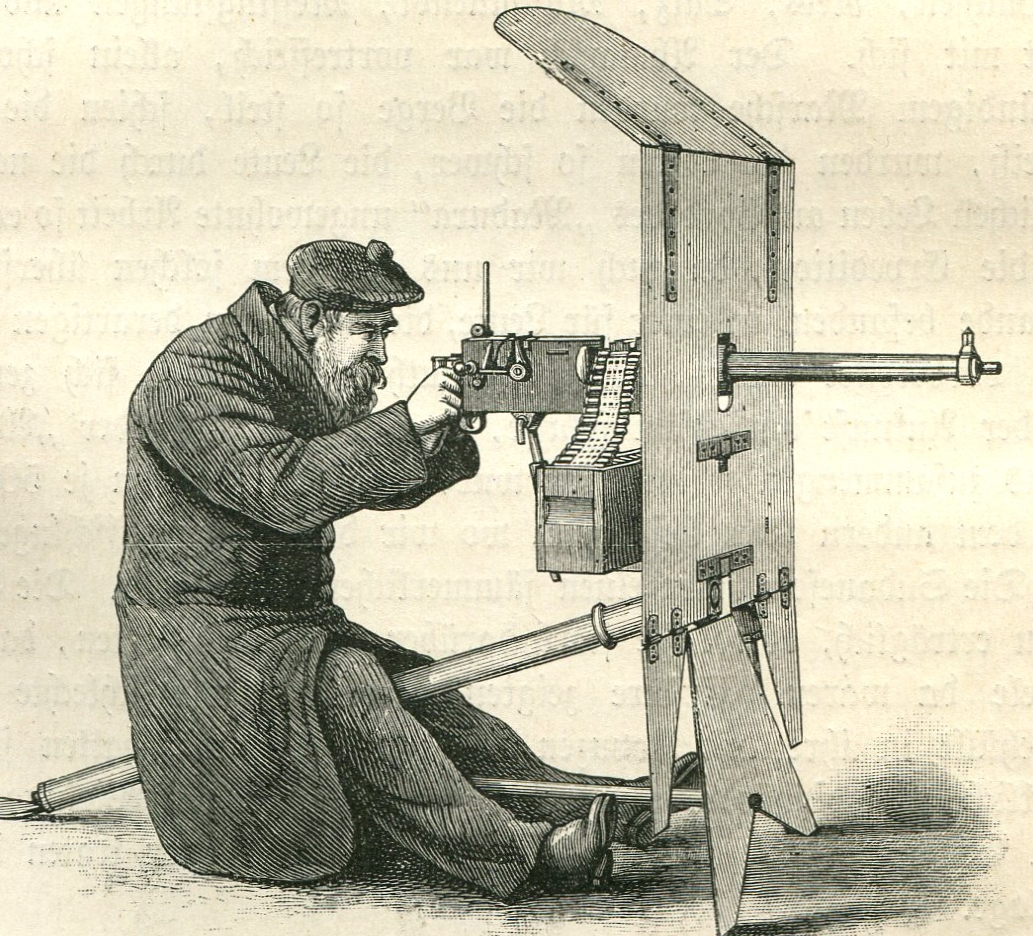
La ametralladora Maxim, un arma transportable con la que pensaban intimidar a los nativos hóstiles.

El plan de la expedición era ir a El Cairo y a continuación seguir hasta Zanzíbar para contratar porteadores; luego navegarían al sur de África, alrededor del Cabo, hasta alcanzar la desembocadura del Congo. Remontarían el Congo en los barcos de vapor de Leopoldo, hasta la desembocadura del río Aruwimi. Stanley quería establecer un campamento en el Aruwimi para luego ir hacia el este por tierra a través de un territorio entonces desconocido hasta alcanzar el lago Alberto y luego Equatoria. Luego esperaba que Emin enviaría a las familias de sus empleados egipcios de vuelta siguiendo esa ruta pionera, junto con el gran cargamento de marfil que estaba acumulado en Equatoria; mientras, Stanley, Emin y los soldados de Emin seguirían hacia el este hasta llegar a Zanzíbar. Las dudas del público sobre el éxito del plan eran sobre si podrían lograrlo; la posibilidad de que Emin pudiera no querer salir parecen no haber sido consideradas por nadie.
La expedición fue la más grande y mejor equipada de las que fue a África; se diseñó un barco de acero de 28 pies, bautizado Advance (Avance), que pudiera ser dividido en 12 secciones que pudieran transportarse por tierra, y Hiram Maxim equipó a la expedición con una de sus recientemente inventadas ametralladora Maxim, un arma transportable que fue llevada por vez primera a África. Simplemente se pensaba que con exhibir el arma lograrían asustar a los hostigadores, lo que evitaría problemas de la expedición con nativos problemáticos.
El Comité de Socorro recibió 400 solicitudes de esperanzados participantes. Entre ellos, Stanley eligió a los oficiales que le acompañarían a África:
- James S. Jameson, John Rose Troup y Herbert Ward, que ya habían viajado por todo África antes: Jameson como cazador de caza mayor, artista y viajero; Troup y Ward como empleados del Estado Libre del Congo.
- Robert H. Nelson, William Bonny, William G. Stairs y Edmund Barttelot, que eran todos militares: Barttelot había estado haciendo el servicio en la India.
- A. J. Mounteney-Jephson, un joven 'gentleman of leisure' (caballero ocioso) que venía de la marina mercante, fue contratado solo por la calidad de su rostro, pero que pagó, al igual que Jameson, £1000 para el Comité de Socorro, con el fin de participar en la expedición.
- Thomas Heazle Parke, el médico de la expedición, que fue contratado a última hora en Alejandría, donde había hecho el servicio militar, mientras la expedición estaba en marcha hacia Zanzíbar.
- William Hoffmann, el sirviente personal de Stanley, al que curiosamente Stanley apenas menciona en el relato de los acontecimientos.

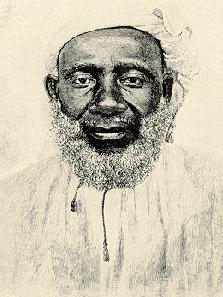
Tippu Tib, el tratante de esclavos (negrero) que acompañó a la expedición.

Stanley partió de Londres el 21 de enero de 1887 y llegó a El Cairo el 27 de enero. Las objeciones que ponía Egipto a la ruta que querían seguir por el Congo fueron anuladas por un telegrama del entonces primer ministro lord Salisbury, y se permitió que la expedición marchase bajo bandera egipcia. Stanley también se reunió con Mason Bey, Schweinfurth y Junker, que tenían mucha más información actualizada sobre Equatoria.
Stanley dejó El Cairo el 3 de febrero, reuniéndose con los miembros de la expedición durante paradas en Suez y Adén, y llegó a Zanzíbar el 22 de febrero. Los siguientes tres días los pasaron embalando lo necesario para la expedición, cargando el Madura, y realizando negociaciones. Stanley, actuando como representante de Mackinnon, convenció al sultán de Zanzíbar para que otorgase una concesión, que fue refrendada en la Conferencia de Berlín de ese mismo año, cuya explotación daría lugar a la Compañía Británica de África Oriental (Imperial British East Africa Company, I.B.E.A.C.). También llegó a dos acuerdos con Tippu Tib, un poderoso tratante de esclavos suajili originario de Zanzíbar que estaba al servicio del sultán: el primero fue nombrarlo como gobernador de Stanley Falls, un acuerdo muy criticado en Europa al ser un trato con un traficante de esclavos, y el segundo con respecto a las disposiciones de los porteadores para la expedición. Además de transportar provisiones, ahora también deberían portear unas 75 toneladas de marfil almacenado en Equatoria. Stanley envió cartas a Emin anunciándole que su llegada al lago Alberto sería alrededor del mes de agosto.

## Aguas arriba por el Congo

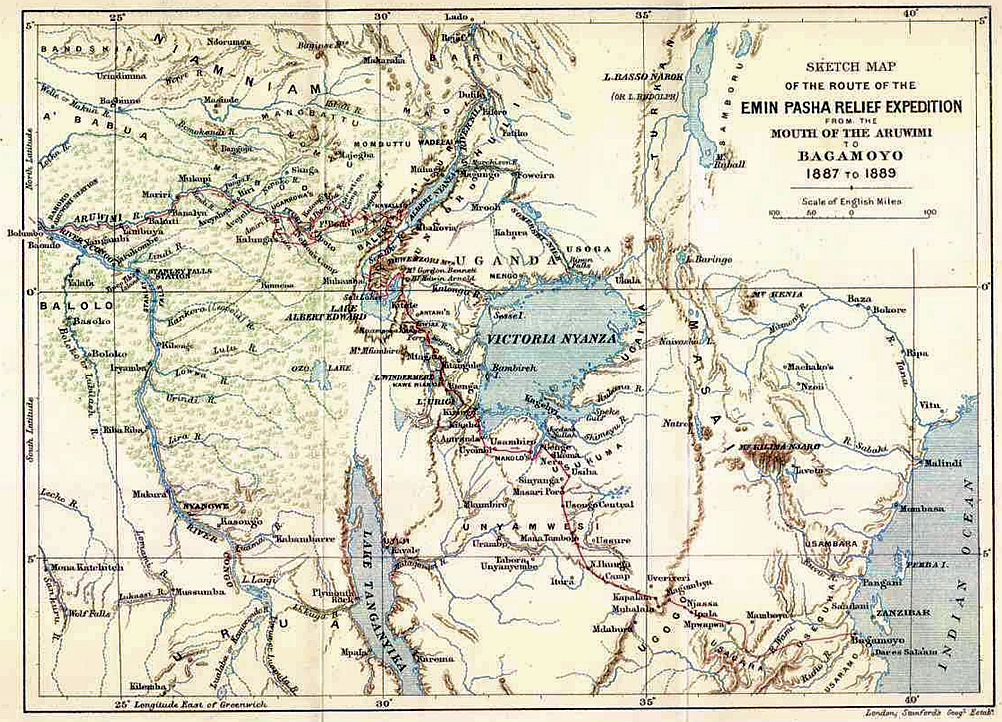
La ruta de la expedición entre el río Alto Congo y Bagamoyo.

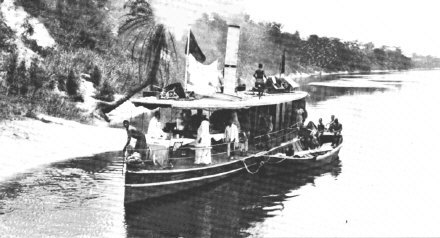
El vapor Peace.

La expedición partió de Zanzíbar el 25 de febrero y llegó al pequeño puerto de Banana en la desembocadura del Congo, el 18 de marzo, de forma un tanto inesperada debido ya que se había roto un cable telegráfico y las autoridades locales no había recibido instrucciones de la llegada del grupo. Mediante barcos de vapor alquilados la expedición llegó a Matadi, la aún pequeña ciudad que había fundada el propio Stanley en 1879, y límite navegable a causa de la zona de las cataratas Livingstone. Allí los porteadores se hicieron cargo de unos 800 bultos de suministros y municiones que acercaron hasta Leopoldville, a orillas de la ahora llamada Stanley Pool. El progreso fue lento, ya que la temporada de lluvias estaba en su apogeo, y la comida era escasa, un problema que iba a ser persistente en toda la expedición (que iba a atravesar una región con una economía de subsistencia, siguiendo una ruta en la que rara vez tenían comida para los 1000 trabajadores).
El 21 de abril la expedición llegó a Leopoldville. Aunque el rey Leopoldo había prometido una flotilla de vapores fluviales, sólo uno (el Stanley) estaba en servicio. Stanley requisó en su nombre otros dos (el Peace y el Henry Reed) a los misioneros de la Misión Bautista y de la Misión de Livingstone Inland, cuyas protestas no fueron atendidas, y el Florida, que todavía estaba en construcción y que fue utilizado como barcaza. Incluso con éstos vapores no podían transportar todo lo previsto, por lo que se dejaron en Leopoldville muchas provisiones y más en Bolobo. En este punto Stanley también anunció la división de la expedición en una columna de retaguardia (Rear Column) y una columna de avanzada (Advance Column), acampando la primera en Yambuya, a orillas del Aruwimi, mientras que la columna de avanzada seguiría hacia Equatoria.
El viaje remontando el Congo comenzó el 1 de mayo y se desarrolló sin incidentes. En la estación de Bangala, mientras Stanley tomaba el Aruwimi hasta Yambuya, el grupo de Barttelot y Tippu Tib continuaba aguas arriba en el Henry Reed hasta las cataratas Stanley (hoy cataratas Boyoma), un conjunto de rápidos y caídas que se extienden durante más de 100 km y que dan inicio al curso superior del Alto Congo, el río Lualaba. Al llegar a Yambuya Stanley se encontró con que sus habitantes le negaron el permiso para residir en su poblado, por lo que les atacó y expulsó a cierta distancia, convirtiendo el poblado abandonado en un campamento fortificado. Mientras tanto, en las cataratas Stanley, Tippu Tib intentaba conseguir porteadores, pero dado que creía que Stanley había roto su parte del acuerdo, dejando atrás las municiones, daba largas y Barttelot llegó a Yambuya sólo con una promesa indefinida de que los porteadores llegarían en varias semanas.

## El África profunda (Darkest Africa)

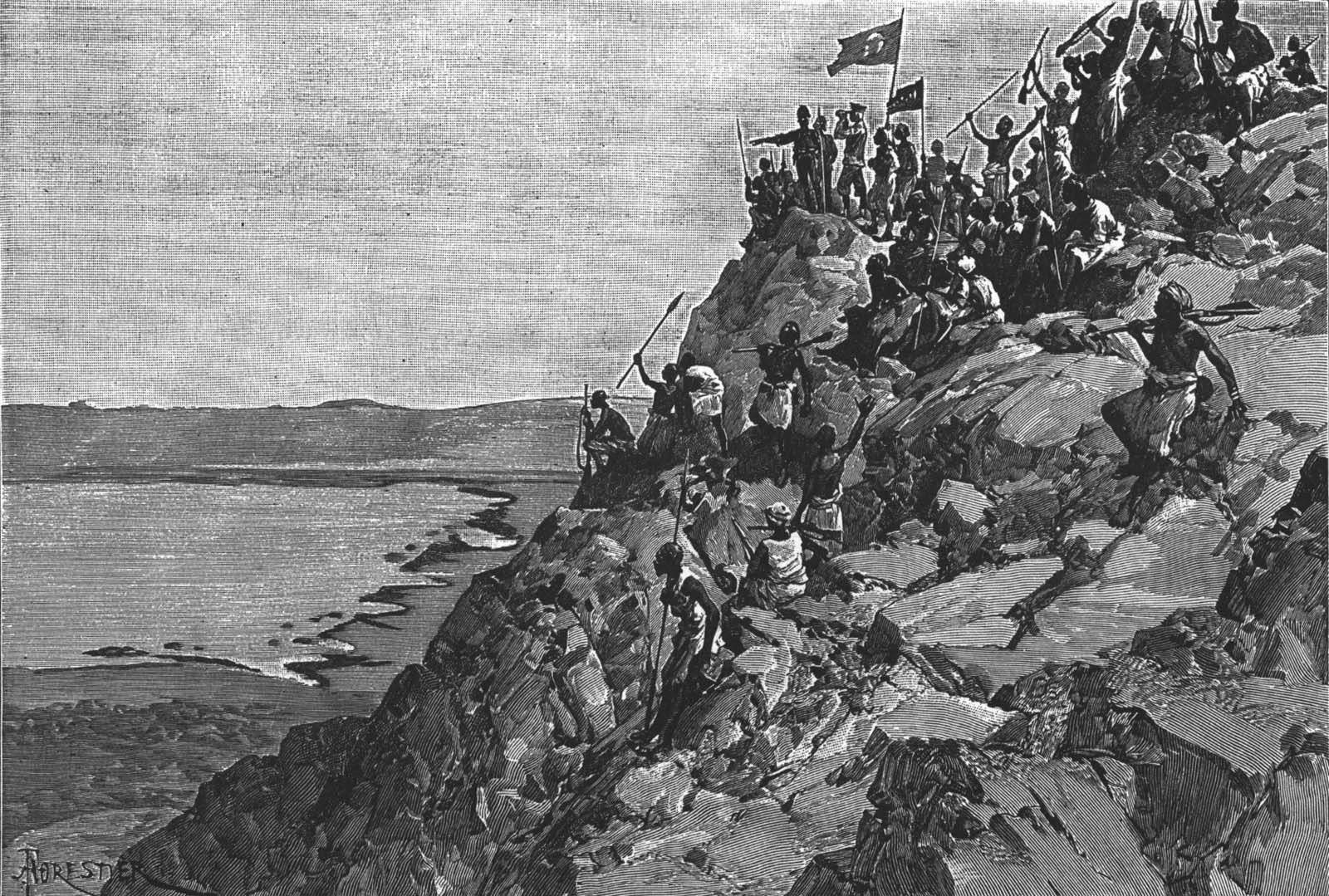
En la orilla sur del lago Alberto.

Stanley, sin embargo, insistió en partir rápidamente y salió para el lago Alberto el 28 de junio. Esperaba que esa etapa le tomase dos meses, pero la columna de avanzada no estaba preparada para las dificultades extremas de viajar a través del bosque de Ituri y no logró alcanzar el lago hasta diciembre. Y solo 169 de los 389 que partieron de Yambuya seguían con vida. Los árboles del bosque eran tan altos y densos que poca luz alcanzaba el suelo (de ahí la frase darkest Africa, 'África más oscura'), la comida era escasa y difícil de encontrar, y los nativos pigmeos tomaron la expedición como una partida de esclavistas árabes, disparando contra ellos flechas envenenadas. La expedición se detuvo en dos asentamientos árabes, en Ugarrowwa's y en Ipoto, teniendo que dejar en cada caso parte de su equipamiento a cambio de comida.
El bosque finalmente dio paso a la sábana y los pastizales, y el 13 de diciembre la expedición pudo ver bajo ellos el lago Alberto. Sin embargo, Emin no estaba allí, y la gente del lugar no había visto a un europeo en muchos años. Stanley decidió regresar a la aldea de Ibwiri, en la meseta situada por encima del lago, donde construyó Fort Bodo. Stairs volvió a Ipoto a recoger hombres y equipo, y regresó el 12 de febrero. Un segundo viaje volvió a Ugarrowwa a recoger más equipo. Mientras tanto, el 2 de abril Stanley regresaba al lago Alberto, esta vez con el Advance. El 18 de abril recibieron una carta de Emin, que había oído hablar de la expedición un año antes, y que había llegado hasta el lago en marzo después de los rumores de la llegada de Stanley.

## El encuentro con Emin
Jephson fue enviado por delante al lago con el Advance, montando y viajando en él hasta Mswa, donde se reunió con Emin el 27 de abril de 1888. Emin llevó su barco de vapor hasta el extremo sur del lago, y allí se encontró con Stanley el día 29, que se sorprendió al encontrarle sin «ningún rastro de mala salud o ansiedad», y ambos celebraron con tres botellas de champán, las que había llevado Stanley en todo el camino hasta el Congo. Emin proporcionó a Stanley alimentos y otros suministros, rescatando así los rescatadores.
En este punto las cosas se pusieron difíciles. Emin estaba principalmente interesado en las municiones y otros suministros, y en disponer de una ruta de comunicación, todo lo cual le ayudaría a permanecer en Equatoria, mientras que el objetivo principal de Stanley era llevarse a Emin. Debatieron durante un mes sin llegar a ningún acuerdo, y el 24 de mayo Stanley regresó a Fort Bodo, llegando allí el 8 de junio y encontrando a William G. Stairs, que había regresado de Ugarrowwa con apenas catorce supervivientes. En el camino Stanley vio por primera vez las montañas Ruwenzori (aunque Parke y Jephson las habían visto el 20 de abril).

## El destino de la columna de retaguardia
El 16 de junio, Stanley dejó el fuerte en busca de la columna de retaguardia; ni una palabra de ellos o sobre ellos se había recibido en mucho tiempo. Finalmente, el 17 de agosto en Banalya, unos 150 km río arriba de Yambuya, Stanley encontró a Bonny, el única europeo que aún permanecía a cargo de la columna, junto con un puñado de porteadores muertos de hambre: Barttelot había recibido un disparo en una disputa; Jameson había muerto en Bangala de una fiebre; Troup, inválido, había sido enviado a casa, y Herbert Ward, había vuelto por el Congo por segunda vez para telegrafiar al Comité de Socorro en Londres y obtener instrucciones adicionales (la columna no había sabido nada de Stanley en más de un año). El propósito original de la columna de Retaguardia —esperar a los porteadores adicionales de Tippu Tib— no se había logrado, ya que sin la munición suministrada por la expedición, Tippu Tib no tenía ningún motivo por el que reclutar y propocionarles hombres. Después de varios expediciones locales, Barttelot decidió enviar a Troup y a otros enfermos de regreso por el Congo, y el 11 de junio de 1888, tras la llegada de un grupo de manyemas (una etnia bantú), con el que el total de hombres ya era de 560, partió en busca de Stanley.
Pero la marcha pronto se sumió en el caos, con grandes deserciones y múltiples viajes para tratar de conseguir suministros; a continuación, el 19 de julio Barttelot recibió un disparo mientras trataba de interferir en un festival manyema. Jameson decidió bajar a Bangala para traer cargas adicionales y partió el 9 de agosto, poco antes de la llegada de Stanley. Stanley estaba indignado por el estado de la columna de retaguardia, culpándolos por la falta de movimiento a pesar de sus órdenes anteriores eran que le esperaran en Yambuya. Por algunos oficiales supervivientes Stanley también escuchó historias de la brutalidad de Barttelot y de otro oficial, Jameson, quien fue acusado de haber comprado una esclava joven y habérsela dado a caníbales para que pudiera grabar su asesinato y banquete. Tras el envío de un buen número de cartas aguas abajo por el Congo, la expedición regresó a Fort Bodo, tomando esta vez una ruta diferente que no fue mejor para el suministro de alimentos, y llegaron al fuerte el 20 de diciembre, ahora reducidos a 412 hombres, de los cuales 124 estaban demasiado enfermos para llevar cualquier carga.
El 16 de enero de 1889, cerca del lago Albert, Stanley recibió cartas de Emin y Jephson, que había sido hecho prisionero por los oficiales de Emin durante varios meses, mientras que al mismo tiempo los mahdistas habían capturado más puestos de Equatoria. Desde la llegada de Stanley, habían circulado numerosos rumores sobre las intenciones de Emin y el destino probable de los soldados, y en agosto del año anterior se había llegado a un punto crítico; varios oficiales se rebelaron, depusieron a Emin como gobernador, y él y Jephson fueron mantenidos bajo una especie de arresto domiciliario en Dufile hasta noviembre. Aun así, Emin todavía era reacio a abandonar la provincia.

## Hacia la costa

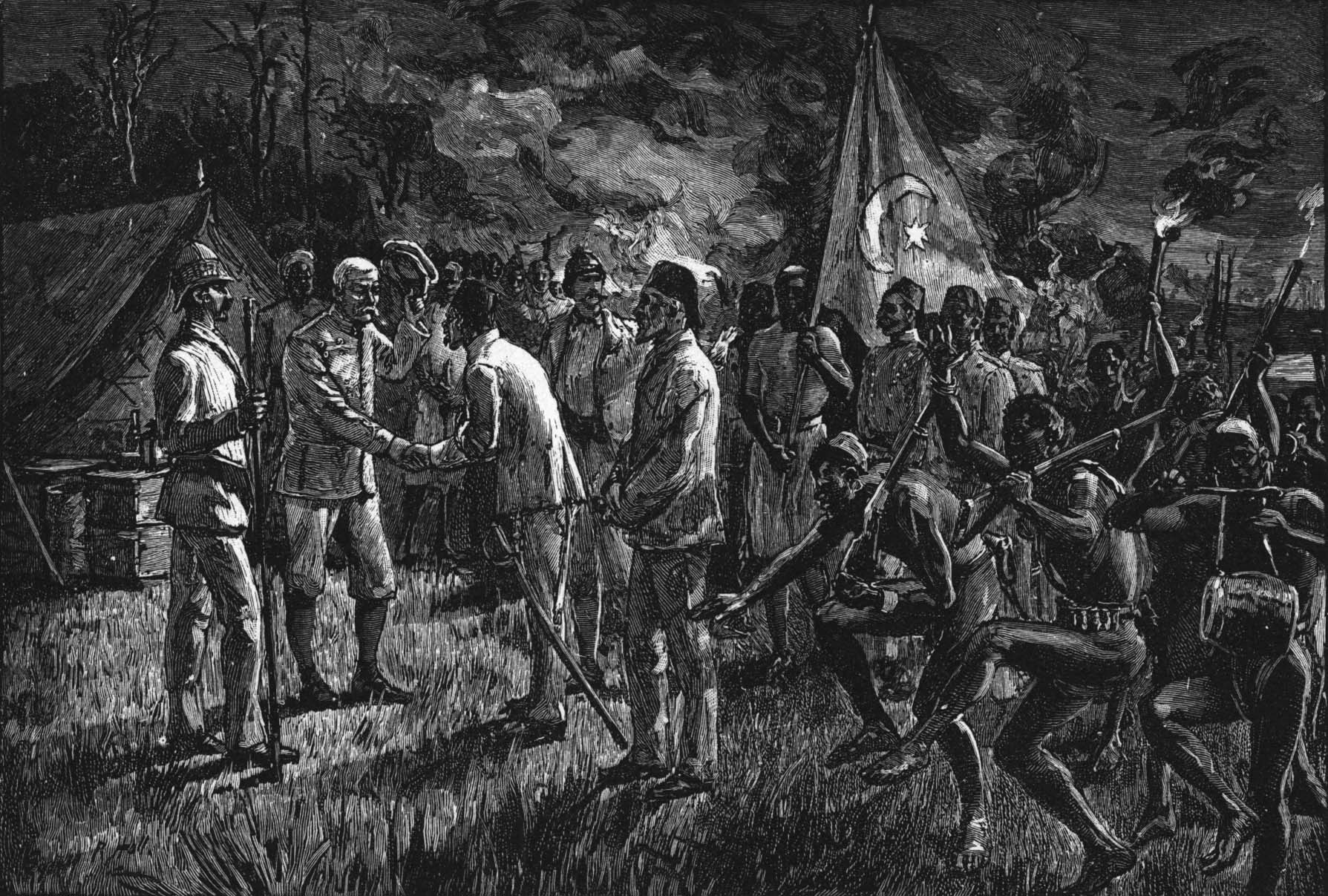
Reencuentro entre Emin Pacha y Stanley.

El 17 de febrero todos los miembros supervivientes de la expedición, y Emin con un grupo de unos 65 soldados leales, se reunieron en el campamento de Stanley sobre el lago Alberto. Las siguientes semanas varios cientos más de seguidores de Emin, muchos de ellos familias de los soldados, se fueron reuniendo allí. Emin todavía no había expresado su firme intención de salir de Equatoria, y el 5 de abril, después de una acalorada discusión, Stanley decidió a salir en breve, pariendo la expedición de Kavalli hacia la costa el 10 de abril.
El viaje hacia la costa comenzó dirigiéndose primero al sur, a lo largo del flanco occidental de las montañas Ruwenzori, que William G. Stairs intentó ascender, llegando a los 3250 m antes de tener que dar la vuelta. Luego pasaron por el lago Edward y el lago Georg, y después a través del punto más meridional del lago Victoria, pasando por los reinos de Ankole y Karagwe. Stanley sucribió varios tratados con los distintos gobernantes; aunque lo más probable es que los nativos no los consideraran como tales, pero que fueron posteriormente utilizados para las reclamaciones de la I.B.E.A en la zona.
Avistaron el lago Victoria el 15 de agosto, y la expedición llegó a la estación misionera de Mackay en Usambiro el 28 de agosto. En este punto comenzaron a saber la complicada situación cambiante en África oriental, con los británicos y alemanes luchando por sus reclamaciones, y sobre la existencia de una segunda expedición de socorro al mando de Frederick John Jackson. Después de esperar infructuosamente por noticias de esa expedición de Jackson, Stanley partió el 17 de septiembre, con una partida reducida a unos 700 hombres por una combinación de muerte y deserción.
A medida que la expedición se acercaba a la costa, se encontraron con partidas de alemanes y otros signos de actividad alemana en el interior, y fueron recibidos por el comisionado Wissmann el 4 de diciembre, escoltándolos hasta Bagamoyo. Esa noche se celebró un banquete, durante el cual un Emin ebrio se cayó de una ventana del segundo piso que confundió con un balcón, y de la que no se recuperó hasta finales de enero de 1890. Mientras tanto, el resto de la expedición se había dispersado. Stanley fue a Zanzíbar y luego a El Cairo, donde escribió las 900 páginas de In Darkest Africa [En el África más profunda] en sólo 50 días. Los porteadores de Zanzíbar fueron pagados o (en el caso de los presos) regresaron con sus amos, los egipcios y sudaneses fueron transportados de vuelta a Egipto y algunos después regresaron para trabajar para la I.B.E.A. Emin entró en servicio con los alemanes en febrero, y el resto de los europeos regresó a Inglaterra.
Edouard Schnitzer Emin Pacha fue asesinado el 8 de octubre de 1892 al noreste del Congo por los árabe-suahilis en los primeros tiempos de su confrontación con el Estado Independiente del Congo. Fue devorado por sus asaltantes, y su diario fue recuperado en las ruinas de Kasongo en 1893.

## Consecuencias
Stanley regresó a Europa en mayo de 1890 con un tremendo éxito popular; tanto él como sus oficiales recibieron numerosos premios, títulos honoríficos, y dieron muchas conferencias. Su libro recién publicado vendió, solamente en junio, 150.000 copias. Pero la adulación iba a ser de corta duración. En otoño, cuando se supo el verdadero costo de la expedición, y cuando las familias de Barttelot y Jameson reaccionaron frente a las acusaciones de Stanley de incompetencia en la columna de retaguardia, la críticas y condenas se generalizaron. Al final, ésta fue la última expedición de su tipo y las futuras expediciones africanas serían administradas por el gobierno en la búsqueda de objetivos militares o políticos, o llevadas a cabo exclusivamente con fines científicos.
De 1898 a 1900, una devastadora epidemia de la enfermedad del sueño se extendió a territorios que son ahora parte de la República Democrática del Congo, el oeste de Uganda y el sur de Sudán. El ganado nativo que viajaba con la expedición puede haber introducido el parásito en regiones previamente no afectadas. Sin embargo, no todos los autores están de acuerdo.

## En la cultura moderna
El destino de la columna trasera es el tema de una obra de 1978 de Simon Gray, The Rear Column, que tiene como personajes a Barttelot, Jameson, Ward, Bonny, Troup y el mismo Stanley.